# Maxera nigriceps
Maxera nigriceps là một loài bướm đêm trong họ Noctuidae.